# Uttrans sjukhus
Uttrans sjukhus, tidigare Stockholms läns Tuberkulossjukhus, är ett före detta sjukhus i Uttran i Botkyrka kommun, nära Uttrans station, numera ombyggt till hyreslägenheter.
Sjukhuset togs i drift 1923 och hade då plats för 112 tuberkulospatienter. I likhet med många andra sanatorier valdes en plats med högt läge, sandåsgrund, måttlig nederbörd och omgiven av barrskog. Det ritades av arkitekten Theodor Kellgren.
1930 byggdes fasadlängan på med ett våningsplan. 1956-1957 tillkom bland annat centraldispensären (byggnaden framför fasadlängan) som inrymde läkarexpeditioner, röntgen och laboratorium.
Med den minskade efterfrågan på vårdplatser för lungsjuka kom lokalerna att användas för andra ändamål. 1987-1992 tillhörde Uttrans Sjukhus tillsammans med systersjukhuset Söderby sjukhus den geriatriska kliniken på Huddinge sjukhus. Därefter har äldreomsorgen fortsatt i privat regi.
2013 köpte Liljestrand fastigheter sjukhuset och området runt det. I det gamla sjukhuset blev det 187 nya hyresrätter, och marken omkring har bebyggts med bostadsrätter och villor.